# Josef Giesen (Biathlet)
Josef Giesen (* 1962) ist ein ehemaliger deutscher Behindertensportler.

## Werdegang
Josef Giesen stammt aus dem Emsland. Er ist schwerstbehindert, weil seine Mutter während ihrer Schwangerschaft Contergan eingenommen hatte, so dass er ohne Arme geboren wurde.
Da Josef Giesen unbedingt Sport betreiben wollte, wurde er Mitglied des VfL Herzlake. Er wählte als Sportart Biathlon. Dazu war es nötig, ein spezielles Gewehr zu entwickeln, mit dem man ohne Arme schießen konnte. Er bekam daher eine Gewehrkonstruktion, mit der man ohne Arme mit dem Mund schießen konnte.
Außer Biathlon betrieb er im Ski-nordisch auch noch Skilanglauf. Seine Leistungen in beiden Sportdisziplinen waren so gut, dass er bereits 2002 in die deutsche Paralympische Nationalmannschaft berufen wurde. Bei diesen Spielen gewann er im 7,5 km Langlauf eine Goldmedaille.
Auch bei den Winter-Paralympics 2006 in Turin war er dabei. Auch hier gehörte er zu den deutschen Medaillengewinnern, denn über 7,5 km wurde er Zweiter und gewann damit die Silbermedaille.
Schließlich beendete er seine aktive Sportlerkarriere bei den Paralympischen Winterspielen 2010 mit einem dritten Platz und dem Gewinn einer Bronzemedaille im Biathlon über 12,5 km.
Für den Gewinn der Goldmedaille bei den Paralympischen Winterspielen 2002 erhielt er das Silberne Lorbeerblatt.